# Typhaea haagi
Typhaea haagi är en skalbaggsart som beskrevs av Edmund Reitter 1874. Typhaea haagi ingår i släktet Typhaea, och familjen vedsvampbaggar. Enligt den finländska rödlistan är arten nära hotad i Finland. Arten är reproducerande i Sverige. Artens livsmiljö är ruderatmarker, vägrenar och banvallar.